# Кравченко, Павел Павлович
Па́вел Па́влович Кра́вченко (1829—1889) — русский генерал-лейтенант, руководитель обороны Сухума от турецкого десанта в войну 1877—1878 гг.

## Биография
Родился 2 марта 1829 года, из дворян Черниговской губернии. По окончании 1-го кадетского корпуса 14 августа 1847 года был выпущен прапорщиком в лейб-гвардии Волынский полк. В 1852 году окончил курс обучения в Академии Генерального штаба и в 1853 году был назначен в Отдельный Кавказский корпус. Участвовал во многих делах с горцами, и между прочим, в 1859 году был при пленении Шамиля и взятии Гуниба, за отличие был награждён орденом св. Владимира 4-й степени с мечами и бантом. С 1864 года командовал 15-м Тифлисским гренадерским полком, 26 ноября 1871 года произведён в генерал-майоры с назначением помощником начальника 19-й пехотной дивизии. В апреле 1872 года назначен начальником Сухумского отдела, и много потрудился над умиротворением края и над введением в нём русской гражданственности и цивилизации.
В русско-турецкую войну 1877—1878 гг. Кравченко выдержал бомбардировку Сухума турецким флотом и задерживал высадившийся десант, в ряде дел — у Очамчира, Дранды, села Александровского, Аканских высот и Багадского моста на р. Кодоре. 
За свои нерешительные действия под Сухумом подвергался значительной критике в военно-исторической литературе. При этом, как правило, не принималось во внимание, что в составе турецкой эскадры Ахмет-паши, подвергшей 2 мая 1877 года почти 2,5-часовой бомбардировке плохо укрепленный Сухум, а 5 мая повторившей бомбардировку, находилось 5 башенных мониторов, в то время как российский флот на Чёрном море вовсе не имел броненосцев, а малочисленный русский гарнизон крепости располагал лишь полевой артиллерией. Возвращение Сухума российскими войсками осуществлено было лишь 20 августа 1877 года.
С 1878 года командовал местными войсками Киевского военного округа. В генерал-лейтенанты произведён 30 августа 1881 года и тогда же назначен командиром 36-й пехотной дивизии.
Среди прочих наград, имел ордена св. Владимира 3-й степени с мечами (1869 г.), св. Станислава 1-й степени (1874 г.), св. Анны 1-й степени (1879 г.), св. Владимира 2-й степени (1884 г.)
Умер 22 января 1889 года в Сухуме.